# Boneless

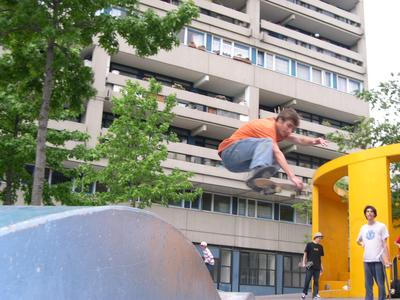
Un skateur effectuant un boneless

Le boneless est une ancienne figure acrobatique (trick) de skateboard permettant d'effectuer une sorte de saut.
Le boneless fut inventé par Gary Scott Davis. Il s'agit en quelque sorte de l'ancêtre du ollie (véritable saut effectué avec la planche). Un boneless permet en effet — tout comme le ollie — de s'élever dans les airs avec son skateboard (par exemple pour passer au-dessus d'un obstacle), la différence étant que le skateur prend la planche en main pendant qu'il effectue la figure.

## Historique
À l'origine, Gary Scott Davis avait imaginé ce trick sans toutefois penser qu'il était réellement faisable. Un beau jour, un de ses amis l'appela pour lui annoncer  "qu'il avait réussi à le rentrer" et Gary se précipita à sa rencontre. Il réalisa combien il était plus facile de réaliser la figure en tapant le pied avant sur le sol, ce qui permettait de s'élever beaucoup plus haut.
Contrairement à ce que beaucoup de gens pensent, le nom « boneless » (ou « Boneless One » pour les skateurs anglophones), qui veut dire sans os n'a rien à voir avec les jambes ou une quelconque partie de la figure. Il fut trouvé quelque temps après les premières réalisation du trick et vient du nom de la poupée d'une des amies de Gary, qui s'appelait « Harry the Boneless One ».

## Principe
Tout d'abord, et comme pour le ollie, le skateur doit faire décoller l'avant du skate (le nose) en tapant l'arrière (le tail) contre le sol avec son pied arrière (couramment, cette manœuvre, à la base de beaucoup de tricks, s'appelle popper). Simultanément, le skateur attrape la planche avec la main et pose le pied avant sur le sol. Donnant une impulsion, le skateur s'élève alors dans les airs avec sa planche. Il faut ensuite replacer ses pieds en position initiale sur la planche avant de retomber sur la terre ferme.
Le boneless, une fois maîtrisé, permet de franchir des obstacles (poubelles, bancs, etc.) ou des gaps (sauts d'espaces) tels que des escaliers.
Décollage mis à part, le boneless ressemble au saut en longueur des athlètes, lors duquel on aurait un pied et une main sur une planche.